# الرجاونة (سيدي بوصبر)
الرجاونة هي إحدى مشيخات المملكة المغربية، تتبع جغرافيا لإقليم وزان وإداريًا لسيدي بوصبر. يقدر عدد سكانها بـ 3624 نسمة حسب الإحصاء الرسمي للسكان والسكنى لسنة 2004.